# Ghiacciaio Schanz
Il ghiacciaio Schanz (in inglese: Schanz Glacier) è un ghiacciaio lungo circa 15 km situato sulla costa di Zumberge, nella parte occidentale della Terra di Ellsworth, in Antartide. In particolare, il ghiacciaio, il cui punto più alto si trova a circa 1400 m s.l.m., si trova nella parte centrale della dorsale Patrimonio, nelle Montagne di Ellsworth. Da qui, esso fluisce verso sud scorrendo tra le colline Collier, a est, e i picchi Soholt, a ovest, fino ad unire il proprio flusso a quello del ghiacciaio Unione.

## Storia
Il ghiacciaio Schanz è stato mappato dallo United States Geological Survey grazie a ricognizioni terrestri dello stesso USGS e a fotografie aeree scattate dalla marina militare statunitense (USN) nel periodo 1961-66 ed è stato poi così battezzato dal Comitato consultivo dei nomi antartici in onore del tenente comandante Thomas L. Schanz, ufficiale addetto ai rifornimenti della squadriglia VX-6 della USN durante l'Operazione Deep Freeze del 1965.